# Montjuïc (berg)
De Montjuïc (Spaans: Montjuich) is een heuvel in het zuidwesten van de stad Barcelona in Spanje. De heuvel ligt tussen Plaça d'Espanya en de haven van Barcelona. Op de heuveltop staat het kasteel van Montjuïc, een 18e-eeuws kustverdedigingsfort.
Over de oorsprong van de naam Montjuïc bestaat geen zekerheid. Hij kan afstammen van het Catalaanse "heuvel van de Joden" of waarschijnlijker, van het Latijnse "Mons Jovis", "heuvel van Jupiter".
De heuvel is een van de groene longen van Barcelona met recreatiemogelijkheden. In 1929 werd er de Wereldtentoonstelling gehouden. In 1992 werd Montjuïc de thuisbasis voor de Olympische Zomerspelen 1992. In 2009 lag de aankomst van de 6de rit van de Tour de France op de top van de Montjuïc. De berg zit ook steevast in de plaatselijke rondes van de laatste rit in de Ronde van Catalonië.

## Bezienswaardigheden
- het Olympisch stadion Lluís Companys
- het Museu Nacional d'Art de Catalunya
- de Telecommunicatietoren van Montjuïc, een ontwerp van architect Santiago Calatrava
- het Poble Espanyol: een verzameling gekopieerde karakteristieke gebouwen uit Spanje met bars en restaurants.
- de Magische Fonteinen
- het Kasteel van Montjuïc, een fort dat de stad en de haven overziet
- het Museo Joan Miró
- de expositiehal CaixaFórum
- tuinen waaronder de Jardín Botánico Histórico (een botanische tuin met een unieke collectie cactussen) en de Jardí Botànic de Barcelona, gespecialiseerd in mediterrane flora.

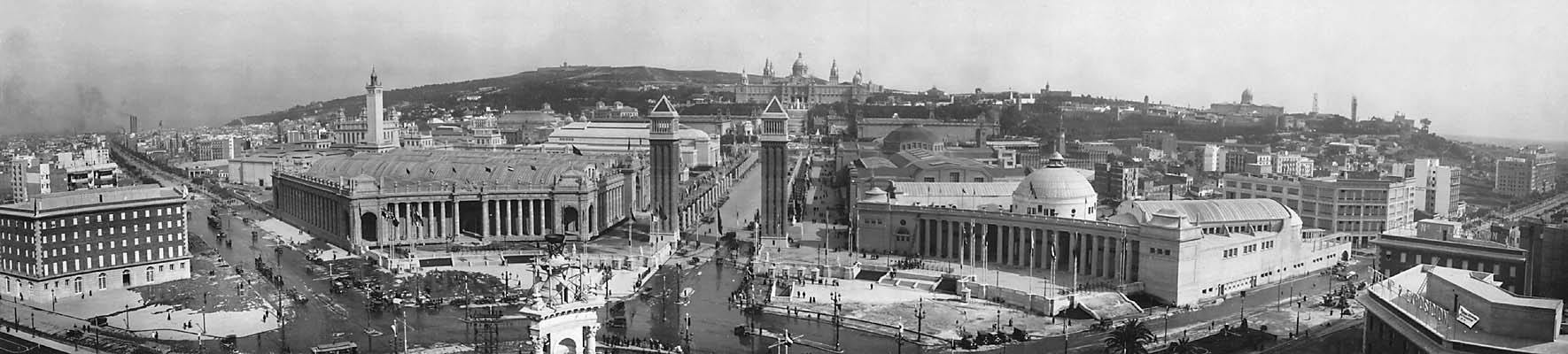
Uitzicht over de Montjuïc vanaf Plaça d'Espanya in 1929

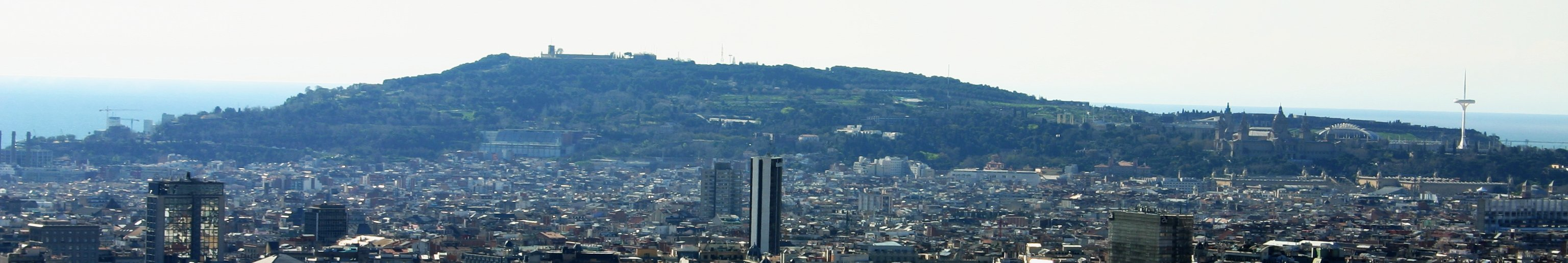
Uitzicht over de Montjuïc vanaf Park Güell in 2004